# アフロディーテ (山崎まさよしの曲)
「アフロディーテ」は、山崎まさよし通算29枚目のシングル。2012年8月1日発売。制作はNAYUTAWAVE RECORDS、発売・販売元はユニバーサルミュージック合同会社。

## 解説
CDシングルのパッケージとしては、「太陽の約束」（2011年5月2日発売、UPCH-80267）より約3ヶ月ぶりのシングル盤である。3ヶ月というブランクは、2010年の「HOBO Walking」（7月28日発売：UPCH-80192）と「花火」（9月29日発売：UPCH-80201）発売時の「2ヶ月」以来の短期となった。
表題曲「アフロディーテ」は、公式ウェブサイトでは、「ラテン・フレイバー溢れる情熱的夏ソング。」と紹介されている楽曲。タイアップを持たないシングルA面楽曲は、前述のシングル盤「花火」以来である。また、初回限定盤のない通常盤（UPCH-80280）のみのシングルは、「One more time, One more chance 『秒速5センチメートル』 Special Edition」（UPCH-80013）以来であるが、当作品は既発表曲をA面楽曲として再収録したリニューアル盤である。リニューアル盤やライブ・シングル盤を除くと、2000年7月5日発売の「明日の風」（POCH-3001）以来、12年ぶりとなった。
カップリング曲の「ひかる・かいがら」は、2002年7月10日に発売された元ちとせのスタジオ・アルバム『ハイヌミカゼ』（ESCL-2320）に提供された同名楽曲のセルフカバーである。他歌手への提供曲がシングル盤に収録されるのは、1995年のメジャー・デビュー以来初めてとなった。また、「君が好き（夏ver.）」は同年春から「キリンフリー」（ノンアルコール飲料）のコマーシャルソングに起用されていたカバーソング（原曲は坂本九）の夏用バージョンである。
発売当時のプレス分には、CDパッケージフィルムに前述のタイアップ情報を記載したシールが貼られた。また、ファンクラブ経由にてユニバーサルミュージックの販売サイトで購入すると特典が付く、限定企画があった。
本シングル発売日には代官山（東京都渋谷区）のTSUTAYAにて、スペシャル・ライブとトークから成る発売イベントが開催された。

## 収録曲
1. アフロディーテ（3分52秒）
  - 作詞・作曲: 山崎将義
2. ひかる・かいがら（4分12秒）
  - 作詞: HUSSY_R、作曲: 山崎将義
3. 君が好き（夏ver.）（2分4秒）
  - 作詞: 永六輔、作曲: 中村八大
4. アフロディーテ（backing track）（3分51秒）